# 佐々木マサヒト
佐々木 マサヒト（ささき マサヒト、7月2日 - ）は、日本の漫画家。

## 作品リスト
- 『ふたりのダービー』KADOKAWA〈角川コミックス・エース〉全1巻（『月刊少年エース』2017年2月号[2] - 9月号） - 単行本未収録話あり。
  1. 2017年4月25日発売[3]、ISBN 978-4-04-105642-4
- 『ギャル転生 〜異世界生活マジだるい〜』KADOKAWA〈角川コミックス・エース〉全2巻（『ヤングエースUP』2017年12月5日[4] - 2018年11月20日）
  1. 2018年6月25日発売[5]、ISBN 978-4-04-107060-4
  2. 2018年12月29日発売[6]、ISBN 978-4-04-107618-7
- 『爬虫類ちゃんは懐かない』集英社〈ジャンプ コミックス〉全3巻（『少年ジャンプ+』2019年6月18日 - 2020年6月23日）
  1. 2019年11月1日発売[7]、ISBN 978-4-08-882125-2
  2. 2020年4月3日発売[8]、ISBN 978-4-08-882260-0
  3. 2020年8月4日発売[9]、ISBN 978-4-08-882456-7
- 『名湯『異世界の湯』開拓記 〜アラフォー温泉マニアの転生先は、のんびり温泉天国でした〜』ホビージャパン〈HJコミックス〉全2巻（原作：綿涙粉緒、キャラクター原案：吉武、『コミックファイア』2021年11月19日 - 2023年12月25日）
- 『異種族追放コンカフェ』KADOKAWA〈カドコミ〉既刊1巻（『カドカワ』2024年5月25日 - 連載中）
  1. 2025年1月7日発売[10][11]、ISBN 978-4-04-811401-1